# Tricoleucemia
La tricoleucemia o leucemia a cellule capellute (in inglese hairy cell leukemia o HCL) è una neoplasia linfoproliferativa che origina dai linfociti B.
La prima conseguenza della malattia è la presenza nel sangue (ma anche nella milza, nel midollo osseo, nel fegato, e a volte nei linfonodi) di un accumulo di linfociti proliferanti che, all'osservazione microscopica, presentano delle caratteristiche propaggini filamentose del citoplasma. Queste propaggini sono così sottili da essere simili a capelli. Le cellule neoplastiche sono tipicamente positive per il CD11c, per il CD55 e il CD103.

## Epidemiologia ed eziologia
La patologia colpisce maggiormente i maschi adulti. Gruppi di casistiche riportano che precedenti esposizioni a radiazioni ionizzanti o sostanze chimiche organiche sul posto di lavoro, aumentano l'incidenza della malattia. Nel 2011 è stata evidenziata una significativa correlazione con la mutazione missenso V600E nel gene B-Raf, coinvolto peraltro in altri diversi disordini neoplastici (come melanoma e carcinoma della tiroide).

## Sintomi
La manifestazione clinica più frequente è un evidente ingrossamento della milza (splenomegalia), ma può capitare un ingrossamento del fegato (epatomegalia), una perdita di peso, astenia o una dispnea da sforzo. Altre manifestazioni sono diretta conseguenza della pancitopenia, con emorragie, anemia e infezioni opportuniste e recidivanti. Tra queste ultime sono di particolare riscontro quelle sostenute da Mycobacterium avium complex (deficit di monociti).

## Terapia
La terapia principale della HCL fino agli anni '60-70 era la splenectomia (rimozione della milza), la radioterapia palliativa e agenti alchilanti come il clorambucile.
Oggi si contempla la somministrazione di interferone-alfa 2 in combinazione a chemioterapici altamente selettivi per la patologia e noti sin dal 1990, quali la pentostatina (2-desossi-coformicina) e la cladribina (cloro-2-desossiadenosina).
Entrambi possono portare ad un forte miglioramento dei sintomi e remissione dalla malattia, che molto spesso non si raggiunge neppure con l'associazione di interferone alfa 2 e basse dosi di clorambucile.